# Argya
Argya (лат.) — род воробьиных птиц из семейства кустарницевых (Leiothrichidae).
Родовое название произведено от лат. argutus — «шумный».

## Описание
В типичном случае это довольно крупные длиннохвостые птицы, которые ищут пищу шумными группами.
Обитают в Африке и Южной Азии.

## Таксономия
Род описан Рене Лессоном в 1831 году. Типовой вид, установленный Джорджем Робертом Греем в 1855 году, — Argya sqamiceps.
Род восстановлен в 2018 году на основании филогенетического исследования семейства, выполненного Cibois и коллегами. К нему отнесли 15 видов, ранее включаемых в род дроздовых тимелий (Turdoides), и 1 вид из рода кустарниц (Garrulax).

### Классификация
Международный союз орнитологов относит к роду 16 видов:
- Argya affinis (Jerdon, 1845) — Желтоклювая дроздовая тимелия
- Argya altirostris (Hartert, 1909) — Камышовая дроздовая тимелия, или иракская дроздовая тимелия
- Argya aylmeri Shelley, 1885 — Чешуегрудая дроздовая тимелия
- Argya caudata (Dumont, 1823) — Длиннохвостая дроздовая тимелия
- Argya cinereifrons (Blyth, 1851) — Серолобая кустарница
- Argya earlei (Blyth, 1844) — Пёстрая дроздовая тимелия
- Argya fulva (Desfontaines, 1789) — Сахарская дроздовая тимелия
- Argya gularis (Blyth, 1855) — Белогорлая дроздовая тимелия
- Argya huttoni (Blyth, 1847)
- Argya longirostris (F. Moore, 1854) — Тонкоклювая дроздовая тимелия
- Argya malcolmi (Sykes, 1832) — Большая дроздовая тимелия
- Argya rubiginosa (Rüppell, 1845) — Рыжая дроздовая тимелия
- Argya rufescens (Blyth, 1847) — Цейлонская дроздовая тимелия
- Argya squamiceps (Cretzschmar, 1827) — Арабская дроздовая тимелия
- Argya striata (Dumont, 1823) — Полосатая дроздовая тимелия
- Argya subrufa (Jerdon, 1839) — Серолобая дроздовая тимелия